# Twilight Cruiser
Twilight Cruiser è il quinto album dei Kingdom Come pubblicato nel 1995 per l'etichetta discografica Viceroy Records.

## Tracce
1. Always on the Run (Maric, Walker, Wolf) 4:14
2. Law of Emotions (Maric, Walker, Wolf) 4:01
3. Twilight Cruiser (Maric, Walker, Wolf) 6:33
4. Janine (Maric, Walker, Wolf) 4:23
5. Hope Is on Fire (Maric, Walker, Wolf) 3:14
6. Thank You All (Maric, Walker, Wolf) 3:53
7. Rather Be on My Own (Maric, Walker, Wolf) 3:00
8. Can't Put Out and Not Take Back (Maric, Walker, Wolf) 4:23
9. Cold Ground (Maric, Walker, Wolf) 4:17
10. I Don't Care (Maric, Walker, Wolf) 4:57
11. Gonna Change (Maric, Walker, Wolf) 3:46
12. Should Have Known (Maric, Walker, Wolf) 4:30

## Formazione
- Lenny Wolf – voce
- Markus Deml - chitarra solista
- Oliver Kiessner - chitarra
- Mirko Schaffer - basso
- Kai Fricke - batteria
- Bernd Fintzen - tastiere